# Велико-Тирновська єпархія БПЦ
Велико-Тирновська єпархія БПЦ (болг. Великотърновска епархия); — єпархія автокефальної Болгарської православної церкви. Об'єднує парафії й монастирі на території Великотирновської, Габровської і частини Плевенської областей Болгарії.

## Історія
Резиденція митрополита знаходиться у Велико-Тирново, архієрейські намісництва — в містах Свіштов, Нікопол, Горішня Оряховиця, Габрово, Елена, Севлієво, Дряново і Павликени.
Єпархія веде свою історію від Тирновськой архієпископії і автокефальної Тирновськой патріархії.
1965 кафедральне місто Тирново перейменоване на Велико-Тирново, внаслідок чого перейменована була і єпархія.

## Єпископи
Константинопольська православна церква
- Єремія I (серпень 1394–1401)
- Ігнатій (1437–1439)
- Герасим (січень 1467)
- Панкратій (жовтень 1474)
- Феофіл I (1528–1530)
- Іоаким (1556–1561)
- Арсеній (січень 1565–1573)
- Діонісій Ралі (травень 1590 — липень 1600)
- Єремія II (березень 1602)
- Гавриіл (1611-1622)
- Макарій (18 квітня 1626-1646)
- Діонісій (23 серпня 1646-1650)
- Кирило (березень 1650 — січень 1653)
- Анфим (1653-1654)
- Діонісій (1654-1658)
- Герасим (23 листопада 1658-1673)
- Єзекіїль (16 серпня 1673-1687)
- Афанасій (1687–1692)
- Іосиф (березень 1692)
- Феодосій (травень 1697)
- Діонісій (березень 1708-1714)
- Іосиф (1714-1722)
- Никифор (1722 — січень 1737)
- Анфим (1739-1750)
- Феофіл II (січень 1751-1763)
- Парфеній (1763-1769)
- Калінік (січень 1770-1791)
- Матвій (грудень 1791-1797)
- Філофей (лютий 1797 — січень 1800)
- Матвій (лютий 1800-1802) вдруге
- Данило (27 березня 1802-1817)
- Іоанникій (18 червня 1817 — 12 червня 1821) страчений турками
- Іларіон Критський (червень 1821-1827)
- Константій (25 січня 1827 — листопад 1830)
- Іларіон Критський (листопад 1830 — 8 лютого 1838) вдруге
- Панарет (лютий 1838-1840)
- Неофіт (Візантіос) (26 квітня 1840–1846)
- Афанасій (26 червня 1840 — 24 серпня 1848)
- Неофіт (Візантіос) (29 серпня 1848 — березень 1857)
- Григорій (Катріс) (26 січня 1858 — 14 березня 1867)

Болгарська православна церква
- Іларіон Макаріопольський (25 травня 1872 — 4 липня 1875)
- Григорій (Немцов) (1875-1878)
- Климент (Друмев) (27 травня 1884 — 10 липня 1901)
- Анфім (Кинчев) (29 липня 1901 — 24 березня 1914)
- Іосиф (Бакарджієв) (29 вересня 1914 — 30 квітня 1918)
- Філіп (Пенчев) (26 лютого 1920 — 21 червня 1935)
- Софроній (Чавдаров) (22 вересня 1935 — 1 травня 1961)
- Стефан (Стайков) (21 січня 1962 — 27 грудня 1992)
- Григорій (Стефанов) (з 27 лютого 1994)

## Монастирі
Великотирновське архієрейське намісництво
- Кіліфаревський монастир
- Капіновський Свято-Миколаївський монастир
- Преображенський монастир
- Арбанашський монастир Пресвятої Богородиці